# Dexcore
Dexcore (estilizado em maiúsculas) é uma banda japonesa de metalcore do movimento visual kei formada em 2016 em Nagoya. Atualmente é integrada pelo trio Kagami, Yumeto e To-ru. Dexcore, juntamente com Jiluka e Deviloof, é chamada de um dos "três gigantes da nova geração do metal visual kei".

## Carreira
Dexcore foi formada em 28 de outubro de 2016 pelo baterista Naoki, da banda que havia acabado de se separar Deathgaze. Recrutando membros pelo Twitter, ele completou a formação com Kagami e Tetsu. O primeiro show do grupo foi no festival Visuttoke!!Festtoke!! em sua cidade de origem, Nagoya. Seu single de estreia foi "The Dead Sea", lançado em dezembro.
Tetsu deixou o Dexcore em 5 de junho de 2017, sendo substituído por Toru em 30 de julho ao mesmo tempo que o guitarrista Haku se junta. No final do ano foi lançado o single "Imitation". Em 4 de abril de 2018 lançaram o single digital "Black Pig", seguido pelo single físico "New Era" em 27 de junho. Haku saiu em 13 de maio de 2019, e Yumeto ocupou a posição dez dias depois. Alguns meses depois lançaram o single "Don't be Afraid".
2020 viu a saída do fundador Naoki, que foi substituído por Reizi. Em 30 de setembro lançaram seu primeiro álbum de estúdio. Já no final do ano, o baixista Toru saiu. Em maio de 2021 o baixista Kai entrou na banda. No mês seguinte eles lançaram o single "Red eye".
Em 2022 apresentaram três shows junto com o Jiluka e o Deviloof, em Nagoya, Osaka e Tóquio, na turnê chamada "D×D×J", onde todos os ingressos esgotaram.  Ela se repetiu nos anos seguintes. Em 27 de dezembro de 2022 o baixista Kai e baterista Reizi deixaram a banda subitamente.
Em janeiro de 2023 a banda apresentou sua nova line-up: o baixista Toru havia retornado a banda, e eles estavam contando com o baterista suporte Maki. O festival Dex Fest de 2023, sediado anualmente pela banda, contou com a presença de A crowd of rebellion, Sable Hills, Prompts, entre outros. Já o de 2024 contou com Blessthefall, Misanthropist, etc. Em 14 de abril de 2023 lançaram o single "Savior". No dia 17 de maio, foi lançado o álbum ao vivo em Blu-ray ONEMAN LIVE -18- TOKYO.
Em 8 de março de 2024 lançaram o single "Skindeep". Em novembro do mesmo ano foi lançado o single "Paramnesia". Em abril de 2025 lançaram seu segundo álbum de estúdio, intitulado We Were Here, promovido por uma turnê nacional de maio a agosto. Antes do lançamento, haviam aberto seu fã clube oficial chamado Another Core. O Dex Fest de 2025 aconteceu em 29 de março.

## Estilo musical e influências
Dexcore é uma banda principalmente de metalcore e deathcore. Kagami contou que a primeira banda que ouviu foi UVERworld, mas começou a se interessar por gêneros mais extremos quando conheceu Maximum the Hormone. Em relação ao visual kei, a banda que mais o influenciou seria The Gazette, opinião compartilhada com To-ru. Naoki mencionou X Japan, especialmente Yoshiki, como influência, além de Hi-Standard e Slipknot.

## Membros
- Kagami (架神) – vocais (2016–presente)
- Yumeto (梦斗) – guitarra (2019–presente)
- To-ru (澄) – baixo (2017–2020, 2023–presente)

Ex membros
- Tetsu – (2016–2017)
- Haku – (2017–2019)
- Naoki – (2016–2020)
- Reizi – (2020–2022)
- Kai – baixo (2021–2022)

## Discografia
Álbuns e EPs
- [METEMPSYCHOSIS.] (30 de setembro de 2020)
- -18- (22 de dezembro de 2022)
- We Were Here (23 de abril de 2025)

Singles
- "The Dead Sea" (14 de dezembro de 2016)
- "Imitation" (13 de dezembro de 2017)
- "Black Pig" (4 de abril de 2018)
- "New Era" (27 de junho de 2018)
- "Brain Washing" (14 de novembro de 2018)
- "Don't be Afraid" (11 de novembro de 2019)
- "Savior" (14 de abril de 2023)
- "Skindeep" (8 de março de 2024)
- "Paramnesia" (12 de novembro de 2024)